# Грязнуха (приток Арчады)
Грязнуха — река в России, протекает по Бековскому и Сердобскому районам Пензенской области. Длина реки составляет 15 км. Площадь водосборного бассейна — 74,1 км².
Река начинается между населённым пунктом Школьный и урочищем Эльтон, течёт в восточном направлении по открытой местности через село Новое. Устье реки находится в 28 км по правому берегу реки Арчада на высоте 154,7 метра над уровнем моря у деревни Вырубовка.

## Данные водного реестра
По данным государственного водного реестра России относится к Донскому бассейновому округу, водохозяйственный участок реки — Хопёр от истока до впадения реки Ворона, речной подбассейн реки — Хопер. Речной бассейн реки — Дон (российская часть бассейна).
Код объекта в государственном водном реестре — 05010200112107000005322.